# Foxburg
Foxburg är en kommun av typen borough i Clarion County i Pennsylvania. Vid 2010 års folkräkning hade Foxburg 183 invånare.